# Marquesado de Monasterio
El marquesado de Monasterio es un título nobiliario español creado por el rey Felipe IV el 5 de mayo de 1625 a favor de María de Guzmán Zúñiga y Acevedo, hija del conde-duque de Olivares y de Inés de Zúñiga y Velasco.

## Titulares
|                        | Titular                                                     | Periodo                |
| Creación por Felipe IV | Creación por Felipe IV                                      | Creación por Felipe IV |
| ---------------------- | ----------------------------------------------------------- | ---------------------- |
| I                      | María de Guzmán Zúñiga y Acevedo                            | 1625-1626              |
| II                     |                                                             |                        |
| III                    |                                                             |                        |
| IV                     | Nicolás María Felípez de Guzmán y Caraffa                   | ¿?-1689                |
| V                      | Ventura Antonio Osorio de Moscoso y Guzmán Dávila y Aragón  | 1689-1734              |
| VI                     | Ventura Antonio Osorio de Moscoso y Fernández de Córdoba    | ¿?-1776                |
| VII                    | Vicente Joaquín Osorio de Moscoso                           | ¿?-1816                |
| VIII                   | Vicente Ferrer Isabel Osorio de Moscoso y Álvarez de Toledo | ¿?-1837                |
| IX                     | Vicente Pío Osorio de Moscoso                               | ¿?-1864                |
| X                      | María Eulalia Osorio de Moscoso y Carvajal                  | ¿?-1892                |
| XI                     | Alfonso Osorio de Moscoso y Osorio de Moscoso               | ¿?-1901                |
| XII                    | Fernando Osorio de Moscoso y López de Ansó                  | ¿?-1977                |
| XIII                   | José María Ruiz de Bucesta y Osorio de Moscoso              | ¿?-1982                |
| XIV                    | José Gonzalo Ruiz de Bucesta y Mora                         | 1982-2021              |
| XV                     | Eulalia Ruiz de Bucesta y Jordán de Urríes                  | 2021-actual titular    |

## Historia de los marqueses de Monasterio
- María de Guzmán Zúñiga y Acevedo (Sevilla, 1609-Madrid, 30 de julio de 1626), I marquesa de Monasterio.[1]

Casó con Ramiro Núñez de Guzmán de quien nació una hija que falleció poco después de nacer.
- II

- III

- Nicolás María Felípez de Guzmán y Caraffa (23 de abril de 1637-7 de enero de 1689),[2] IV marqués de Monasterio,[3] III duque de Medina de las Torres,[4] III marqués de Toral, VII príncipe de Stigliano, duque de Sabionetta, conde de Fondi, conde de Aliano, conde de Carinola, caballero de la Orden del Toisón de Oro, tesorero general de la corona de Aragón y alcaide del casón del Buen Retiro.[3] Era hijo de Ramiro Nuñez de Guzmán, II duque de Medina de las Torres, y de su segunda esposa, Ana Caraffa Aldobrandini, princesa de Stigliano.[4]

Casó en 1654 con María de Toledo y Velasco. Sucedió:
- Ventura Antonio Osorio de Moscoso y Guzmán Dávila y Aragón (m. 29 de marzo de 1734), V marqués de Monasterio («sentencia por derechos recibidos de su padre en vida de este»),[6] VI duque de Medina de las Torres,[4] VIII duque de Sanlúcar la Mayor,[7] V marqués de Leganés,[8] IX conde de Altamira,[9] VIII marqués de Almazán,[6] XI marqués de Ayamonte,[10] V marqués de Mairena,[6]  IV marqués de Morata de la Vega, IX marqués de Poza, VI marqués de la Villa de San Román, VII marqués de Villamanrique, VI conde de Arzarcóllar, VIII conde de Lodosa, XIII conde de Monteagudo de Mendoza, XVI conde de Nieva,[6] VII conde de Saltés XV conde de Santa Marta de Ortigueira, XIV conde de Trastámara en sucesión de su abuelo materno, VII señor y príncipe de Aracena[6] XIV guarda mayor del reino de Castilla y alcalde mayor de los hijosdalgos. No heredó el marquesado de Astorga por haber fallecido a los diecinueve años de edad en vida de su madre.[6] Era hijo de Antonio Gaspar Osorio de Moscoso y Aragón, VIII conde de Altamira, y de Ana Nicolasa de Guzmán-Dávila Osorio, XIII marquesa de Astorga, VII marquesa de Velada, X marquesa de Ayamonte, V marquesa de la villa de San Román, VI condesa de Saltés, etc.[6]

Casó el 10 de diciembre de 1731 con Buenaventura Fernández de Córdoba y Cardona (m. 9 de abril de 1768), de quien sería su primer esposo, IX duquesa de Baena, X duquesa de Soma, XI duquesa de Sessa, XV condesa de Cabra, XV condesa de Palamós, XI condesa de Avelino, XI condesa de Trivento, XX vizcondesa de Iznájar, XXI baronesa de Bellpuig, XI baronesa de Calonge, XII baronesa de Liñola. Después de enviudar, Buenaventura contrajo un segundo matrimonio el 21 de septiembre de 1749 con José María de Guzmán y Guevara, VI marqués de Montealegre, XIII conde de Oñate, etc., viudo de María Feliche Fernández de Córdoba y Spínola, con quien había tenido dos hijos, Diego Ventura de Guzmán y Fernández de Córdoba, XIV conde de Oñate, y María de la Concepción de Guzmán Guevara y Fernández de Córdoba. Esta última casó con su hermanastro, hijo de Buenaventura Fernández de Córdoba y Cardona y su primer marido, Ventura Antonio Osorio de Moscoso y Guzmán Dávila y Aragón. Sucedió su hijo:
- Ventura Antonio Osorio de Moscoso y Fernández de Córdoba (15 de diciembre de 1733-6 de enero de 1776),[17] VI marqués de Monasterio,[16] V duque de Atrisco,[18]  X duque de Baena,[12] VII duque de Medina de las Torres,[19] IX duque de Sanlúcar la Mayor,[4] XI duque de Soma,[13] XII duque de Sessa,[11] XIV marqués de Astorga,[20] VI marqués de Leganés,[8] VIII marqués de Velada,[21] X conde de Altamira,[9] XVI conde de Cabra,[15] doce veces Grande de España, IX marqués de Almazán,[16] XII marqués de Ayamonte,[10] VI marqués de Mairena,[16]  V marqués de Morata de la Vega, X marqués de Poza, VII marqués de la Villa de San Román, VIII marqués de Villamanrique, VII conde de Arzarcóllar, XII conde de Avelino, IX conde de Lodosa, XIV conde de Monteagudo de Mendoza, XVII conde de Nieva, XI conde de Oliveto, XVI conde de Palamós, VIII conde de Saltés, XVI conde de Santa Marta de Ortigueira, XV conde de Trastámara, XII conde de Trivento, XXI vizconde de Iznájar, XXII barón de Bellpuig, XVI conde de Palamós, XII barón de Calonge, XIII barón de Liñola, XXII señor de Turienzo, XVII señor de Villalobos, gentilhombre de cámara con ejercicio, XV alférez mayor hereditario del Pendón de la Divisa del rey, y caballerizo mayor del príncipe de Asturias.[16]

Contrajo matrimonio el 21 de septiembre de 1749 con su hermanastra, María Concepción de Guzmán y de la Cerda (m. 7 de octubre de 1803). Le sucedió su único hijo:
- Vicente Joaquín Osorio de Moscoso  (Madrid, 17 de enero de 1756-26 de agosto de 1816),[22] VII marqués de Monasterio,[16] VI duque de Atrisco,[18]   XI duque de Baena,[12] XV duque de Maqueda,[23] VIII duque de Medina de las Torres,[19] X duque de Sanlúcar la Mayor,[4] XII duque de Soma,[13] XIII duque de Sessa,[11] XV marqués de Astorga,[20] VII marqués de Leganés,[8] IX marqués de Velada,[21] XI conde de Altamira,[9] XVII conde de Cabra,[11] X marqués de Almazán,[16] XIII marqués de Ayamonte,[10] XVII marqués de Elche, VII marqués de Mairena, VI marqués de Morata de la Vega, XI marqués de Poza, VIII marqués de la Villa de San Román, IX marqués de Villamanrique, VIII conde de Arzarcóllar, XIII conde de Avelino, X conde de Lodosa, XV conde de Monteagudo de Mendoza, XVIII conde de Nieva, XII conde de Oliveto, XVII conde de Palamós, IX conde de Saltes, XVII conde de Santa Marta de Ortigueira, XVI conde de Trastámara, XIII conde de Trivento, XXIII barón de Bellpuig, XIII barón de Calonge, XIV barón de Liñola, XXIII señor de Turienzo, XVIII señor de Villalobos, guarda mayor hereditario del reino de Castilla, XVI alférez mayor hereditario del Pendón de la Divisa del rey, caballero de la Orden del Toisón de Oro, gran cruz de la Orden de Carlos III y gentilhombre de cámara con ejercicio.[16]

Casó en primeras nupcias el 3 de abril de 1774 con María Ignacia Álvarez de Toledo y Gonzaga, hija de Antonio Álvarez de Toledo Osorio Pérez de Guzmán el Bueno y su segunda esposa, María Antonia Gonzaga, marqueses de Villafranca del Bierzo, y en segundas, siendo su segundo esposo, con María Magdalena Fernández de Córdoba y Ponce de León, hija de los marqueses de Puebla de los Infantes. Le sucedió el segundogénito de su primer matrimonio:
- Vicente Ferrer Isabel Osorio de Moscoso y Álvarez de Toledo (Madrid, 19 de noviembre de 1777-31 de agosto de 1837), VIII marqués de Monasterio,[24] VII duque de Atrisco,[18] VII duque de Atrisco,[18] XII duque de Baena,[12] XVI duque de Maqueda,[23] IX duque de Medina de las Torres,[19] XI duque de Sanlúcar la Mayor,[4] XIII duque de Soma,[13] XIV duque de Sessa,[11] XVI marqués de Astorga,[20] VIII marqués de Leganés,[8] X marqués de Velada,[21] XII conde de Altamira,[9] XVIII conde de Cabra,[15] XI marqués de Almazán,[24] XIV marqués de Ayamonte,[10] VIII marqués de Mairena,[24] VII marqués de Morata de la Vega, XII marqués de Poza, IX marqués de la Villa de San Román, X marqués de Villamanrique, IX conde de Arzarcóllar, XV conde de Avelino, XI conde de Lodosa, XVI conde de Monteagudo de Mendoza, XIX conde de Nieva, XIV conde de Oliveto, XVIII conde de Palamós, X conde de Saltés, XVIII conde de Santa Marta de Ortigueira, XVIII conde de Trastámara, XV conde de Trivento, XXIII vizconde de Iznájar, XXIV barón de Bellpuig, XIV barón de Calonge, XV barón de Liñola, X señor y príncipe de Aracena XXIV señor de Turienzo y XIX señor de Villalobos, gentilhombre de cámara con ejercicio, XV alférez mayor hereditario del Pendón de la Divisa del rey y caballerizo mayor del príncipe de Asturias.[24]

Casó en primeras nupcias, el 12 de febrero de 1798, con María del Carmen Ponce de León y Carvajal, VIII marquesa del Águila, V condesa de Garcíez, hija de Antonio María Ponce de León Dávila y Carrillo de Albornoz, III duque de Montemar, VIII marqués de Castromonte, dos veces grande de España, VII marqués del Águila, V conde de Valhermoso, IV conde de Garcíez, y de María del Buen Consejo Carvajal y Gonzaga, hija de Manuel Bernardino de Carvajal y Zúñiga, VI duque de Abrantes, V duque de Linares, etc. Contrajo un segundo matrimonio el 14 de febrero de 1834 con María Manuela de Yanguas y Frías. Le sucedió su hijo del primer matrimonio:
- Vicente Pío Osorio de Moscoso (Madrid, 1 de agosto de 1801-22 de febrero de 1864), IX marqués de Monasterio,[24] VIII duque de Atrisco,[18] XIII duque de Baena,[12] X duque de Medina de las Torres,[19] X duque de Montemar,[25] XII duque de Sanlúcar la Mayor,[4] XIV duque de Soma,[13] XV duque de Sessa,[11] XVII marqués de Astorga,[20] IX marqués de Castromonte,[26] IX marqués de Leganés,[8] XVII duque de Maqueda,[27] XI marqués de Velada,[21] XIII conde de Altamira,[9] XIX conde de Cabra,[15] XII marqués de Águila,[24] XII marqués de Almazán,[24] XV marqués de Ayamonte,[10] XIX marqués de Elche, IX marqués de Mairena, XIII marqués de Montemayor,[24] VIII marqués de Morata de la Vega,[24] XIII marqués de Poza, X marqués de la Villa de San Román, XI marqués de Villamanrique, X conde de Arzarcóllar, XV conde de Avelino, VI conde de Garcíez, XII conde de Lodosa, XVII conde de Monteagudo de Mendoza, XX conde de Nieva, XIV conde de Oliveto, XVI conde de Palamós, XI conde de Saltés, XIX conde de Santa Marta de Ortigueira, XIX conde de Trastámara,[24] XV conde de Trivento, V conde de Valhermoso, XXIV vizconde de Iznájar, XXV barón de Bellpuig, XV barón de Calonge, XVI barón de Liñola,[24] X señor y príncipe de Aracena, XXV y último señor de Turienzo y XX y último señor de Villalobos, XVIII alférez mayor hereditario del pendón de la divisa del rey, comendador mayor de la Orden de Alcántara, caballero de la Orden de Carlos III, sumiller de corps del rey, gran canciller del consejo de Hacienda, presidente del real cuerpo de nobleza de Madrid[24] y senador por la provincia de León (1843-1845) y vitalicio (1845-1850).[28]

Casó en 1821, en Madrid, con María Luisa de Carvajal Vargas y Queralt, hija de José Miguel de Carvajal y Vargas, II duque de San Carlos, VI conde de Castillejo, IX conde del Puerto y de su segunda mujer María Eulalia de Queralt y de Silva, hija de Juan Bautista de Queralt, de Silva y de Pinós, VII marqués de Santa Coloma y de María Luisa de Silva VII marquesa de Gramosa y XV condesa de Cifuentes. Sucedió su hija:
- María Eulalia Osorio de Moscoso y Carvajal (París, 9 de junio de 1834-Madrid, 30 de junio de 1892)[29] X marquesa de Monasterio,[24] XI duquesa de Medina de las Torres.[29]

Contrajo matrimonio el 4 de agosto de 1849 con su tío abuelo paterno, Fernando Osorio de Moscoso y Fernández de Córdoba (m. 25 de septiembre de 1867). Le sucedió su hijo:
- Alfonso Osorio de Moscoso y Osorio de Moscoso (Madrid, 25 de mayo de 1875-Villagarcía, 24 de noviembre de 1901), XI marqués de Monasterio, XV duque de Soma, II duque de Terranova, XX conde de Palamós[30] y senador por derecho propio.[31]

Casó el 14 de febrero de 1887, en Madrid, con María Isabel López de Ansó y Ximénez de Embrún, III baronesa de la Joyosa. Sucedió su hijo:
- Fernando Osorio de Moscoso y López de Ansó (Madrid, 27 de abril de 1803-29 de octubre de 1977), XII marqués de Monasterio,[32] XII duque de Medina de las Torres, XIII marqués de Almazán, XIV marqués de Montemayor, XVIII conde de Monteagudo de Mendoza, XXI conde de Palamós, XIX conde de Santa Marta de Ortigueira, VI conde de Valhermoso y XXV vizconde de Iznájar.[30]

Soltero y sin descendencia, sucedió su sobrino, hijo de su hermana María Eulalia Osorio de Moscoso y López Ansó y de su esposo Víctor Telesforo Ruiz de Bucesta y Cruzat:
- José María Ruiz de Bucesta y Osorio de Moscoso (Madrid, 1929-Madrid, 24 de junio de 2019), XIII marqués de Monasterio.[30][33] XIII duque de Medina de las Torres, XVII duque de Soma, XIII conde de Saltés y XXIII conde de Palamós.[30]

Casó con María de la Luz Mora y Aragón (m. 2011). En 1982 sucedió su hijo a quien cedió el título:
- José Gonzalo Ruiz de Bucesta y Mora (n. Madrid, 8 de enero de 1957), XIV marqués de Monasterio.[30][34] XIV duque de Medina de las Torres y XIV conde de Saltés.

Contrajo matrimonio el 15 de julio de 1983 con Blanca Jordán de Urries  de la Riva. En 2021 sucedió su hija a quien cedió el título:
- Eulalia Ruiz de Bucesta y Jordán de Urríes (n. Madrid, 20 de diciembre de 1984),[30] V marquesa de Monasterio.[35]

Casó el 21 de octubre de 2011, en el pazo san Lourenzo, Santiago de Compostela, con Carlos Guerrero y Vázquez de Lapuerta.